# سند (غطاء رأس)

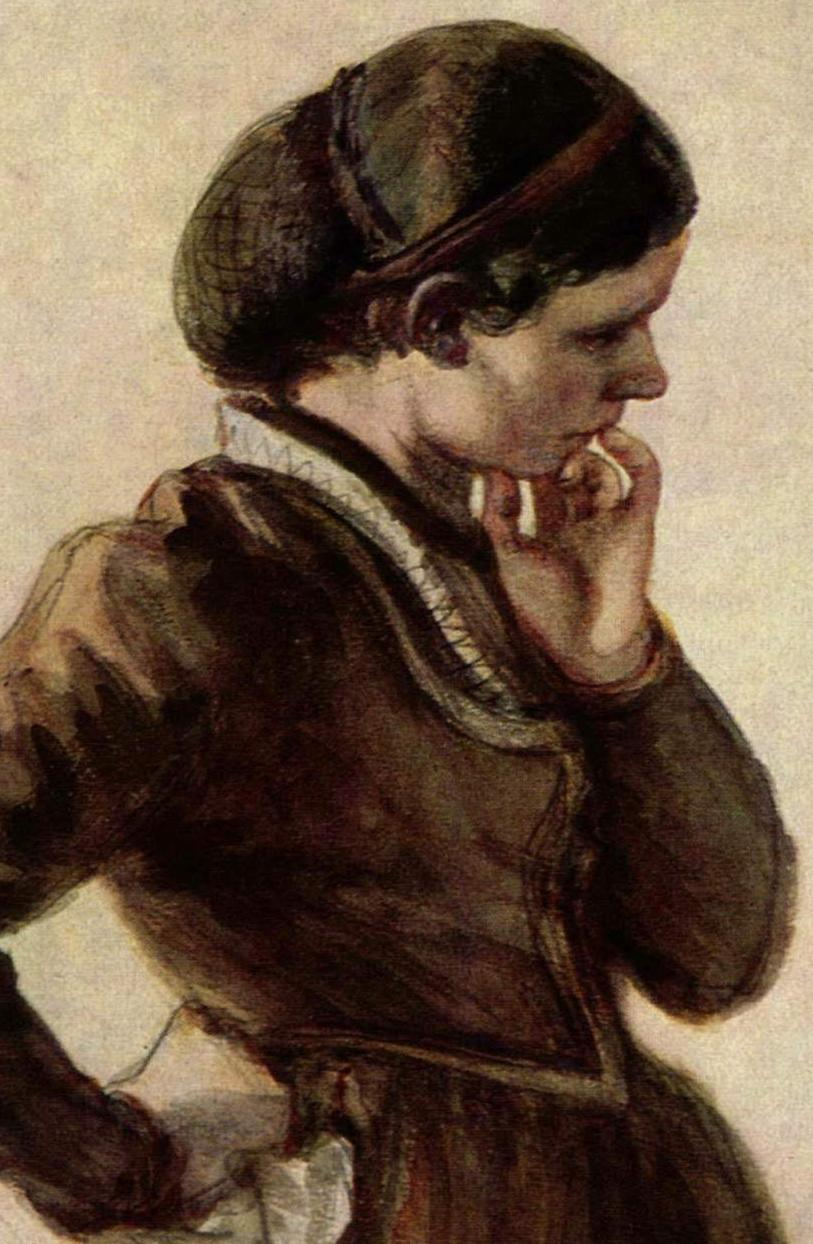
لوحة من القرن التاسع عشر لمرأة ترتدي سُنُد،رسمها أدولف مينزل.

السُّنُد نوع تقليدي من غطاء الرأس الأنثوي المصمم لحمل الشعر في قماش أو كيس من الغزل. في الشكل الأكثر شيوعا، يشبه غطاء الرأس غطاء مغلق يوضع على الجزء الخلفي من الرأس. وهي شبيهة بشبكة الشعر، لكنَّ السُّنُد غالبا ما يكون مرخياً، شبكه خشنة أكثر، وخيوط غزل اثخن بشكل ملحوظ. قد تغطي الربطة المشبَّكة الجبين أو التاج، ثم تجري وراء الاذنين تحت اسفل العنق. كيس من نوع ما يتدلى من هذه الفرقة، غطاء ويحتوي سقوط الشعر الطويل مجتمعا في الخلف. كان السُّنُد يُصنع احيانا من قماش صلب، ولكن في اغلب الاحيان من خيوط الغزل التي تُحاك بشكل فضفاض أو من مواد أخرى شبيهة بالشبكة. تاريخيا (وفي بعض الحضارات التي لا تزال تُستخدَم اليوم)، كان كيس صغير من الشعر الاملس أو الموشوم أو المحاك أو العقد - يُغلَف بحزمة شعر طويلة على مؤخرة الرأس أو يضعها على مقربة من مؤخرة العنق.

## سند اللحية
يُستخدم رداء مشابه آخر يشار إليه أيضا باسم سُنُد لتغطية شعر الوجه مثل اللحية والشوارب عند العمل في بيئات مثل إنتاج الأغذية. على الرغم من أنه يبدو أن كلمة «شبكة الشعر» قد استبدلت  بكلمة «سُنُد» باعتبارها المصطلح الشائع لاحتواء الشعر على الرأس، فإن مصطلح «سُنُد اللحية» (أساساً «وشاح ذو حلقة») لا يزال مألوفاً في العديد من مرافق إنتاج الأغذية.

## اتحاد كرة القدم
رغم شعبية لاعبي كرة القدم الأوروبيين لسنوات عديدة مثل جانلويجي بوفون- في موسم الدوري الأول في الفترة 2010-2011، فإن عدداً من اللاعبين البارزين، بما في ذلك كارلوس تيفيز وسمير نصري، كانوا يلبسون السُّنُد. وقد سخر المعلقون من الموضة.
في حين قال مدير مانشستر يونايتد السابق أليكس فيرجسون إنه لم يعد يسمح للاعبين بارتداء السترة، دافع مدير فريق أرسنال الإنجليزي أرسين فينغر عن استعمالهم، واقترح أنهم يخدمون غرضاً طبياً عندما يعاني اللاعبون من مشاكل في الرقبة في الطقس البارد.
يرى مجلس الاتحاد الدولي لكرة القدم أن الأوشحة من نوع سُنُد قد تشكل خطراً على رقبة لاعب ما إذا جُذب من الخلف. مُنع اللاعبون في المملكة المتحدة من ارتدائهم أثناء المباريات منذ 1 تموز 2011. وعقد الاتحاد اجتماعا أثيرت فيه هذه المسألة، وحظرت على الفور حظراً تاماً في 5 آذار 2011، لأنها لم تكن جزءاً من المجموعة.

## الاستخدام الديني
غالباً ما ترتدي النساء اليهوديات الأرثوذكس المتزوجات أغطية الشعر، بحسب المتطلبات الدينية لغطاء الشعر. وبما ان هذه الاشواك مصمَّمة لتغطية الشعر أكثر من امساكه، فهي غالبا ما تُصطف لئلا تُرى. ان ازعاج الشعر المعاصر للنساء اليهوديات يأتي بتنوع واسع من الالوان والتصميمات.